# Barber Institute of Fine Arts
Barber Institute of Fine Arts (pol. Muzeum Sztuk Pięknych im. Barber) – galeria sztuki i sala koncertowa w Birmingham, na terenie kampusu miejscowego Uniwersytetu. Została założona w 1932 roku przez Lady Barber. Posiada kolekcję dzieł sztuki (głównie europejskiej) od średniowiecza do współczesności oraz zbiory monet i dzieł muzycznych.
Budynek muzeum został wpisany 19 marca 1981 roku na listę Zabytków Wielkiej Brytanii jako obiekt Klasy I.
W 2004 roku Barber Institute of Fine Arts otrzymał prestiżowy tytuł Gallery of the Year (Galerii Roku) przyznawany mu przez The Good Britain Guide.

## Historia
Barber Institute of Fine Arts założyła w 1932 roku Lady Barber (Martha Constance Hattie Barber, 1869–1932), córka bogatego biznesmena z Worcestershire, Simona Onionsa, która po ukończeniu Cheltenham Ladies College poślubiła adwokata i dewelopera z Birmingham, Williama Henry’ego Barbera. Henry Barber był jednym z darczyńców fundacji Josepha Chamberlaina, dzięki której powstał Uniwersytet w Birmingham. W 1924 roku otrzymał tytuł baroneta za „polityczne zasługi dla Birmingham”. Zmarł trzy lata później. Lady Barber zmarła, bezpotomnie, cztery miesiące po założeniu Instytutu, pozostawiając cały rodzinny majątek jego powiernikom, aby umożliwić budowę nowego budynku, rozwój kolekcji sztuki oraz finansowanie koncertów publicznych.

## Budynek

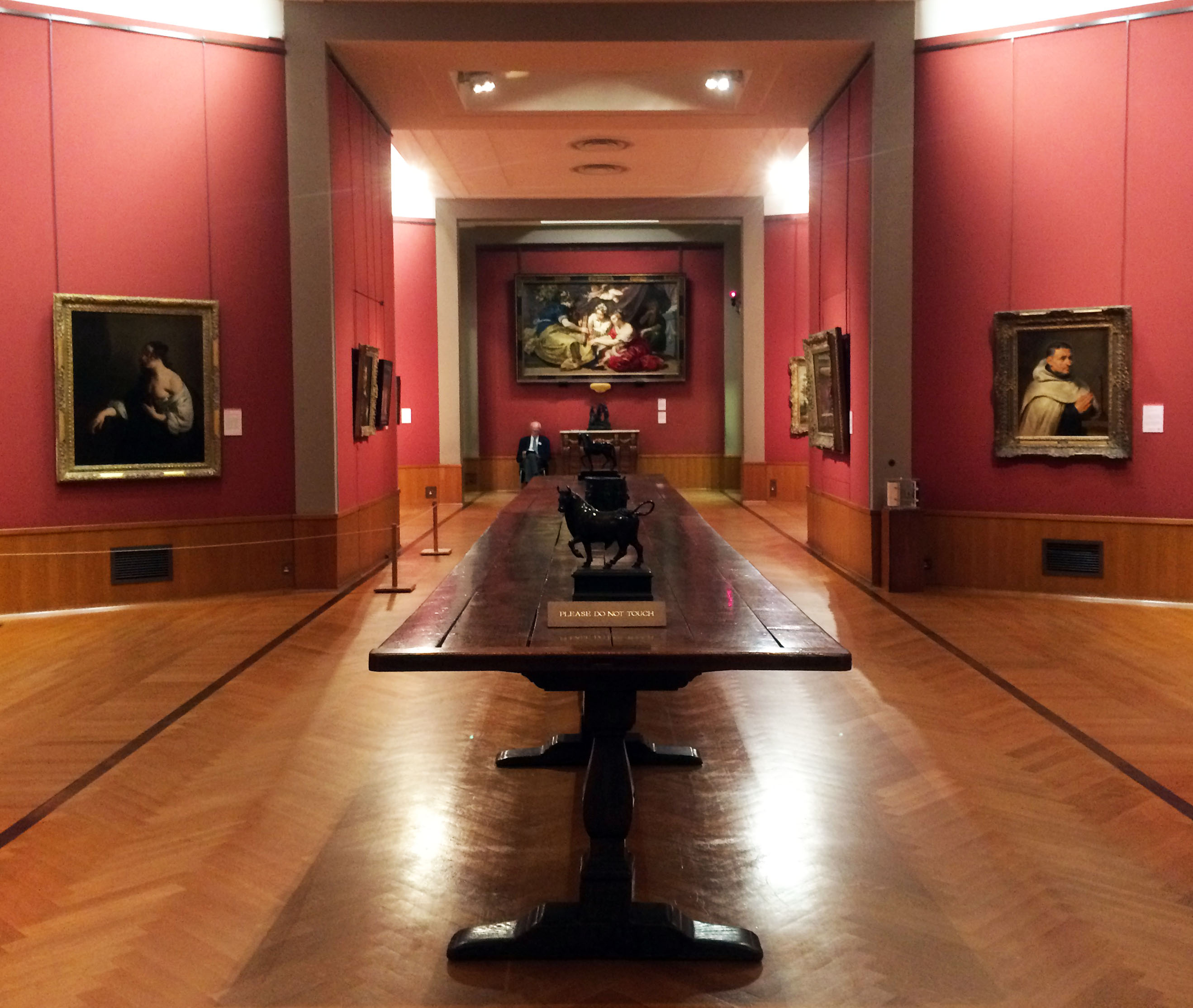
Fragment galerii

Budynek Instytutu Barbera został zaprojektowany w stylu art deco przez Roberta Atkinsona, jednego z czołowych brytyjskich architektów lat 20. i 30. Projekt budynku powstał w wyniku bliskiej współpracy Atkinsona i pierwszego dyrektora Instytutu Barbera, profesora Thomasa Bodkina.
Budynek został wzniesiony w latach 1936–1939 na terenie w pobliżu East Gate Uniwersytetu w Birmingham. Do jego budowy użyto kamienia Derby Dale i różnobarwnej cegły. Na czas budowy większość obrazów została wypożyczona (w celu wystawienia lub przechowania) londyńskiej National Gallery. Odbyło się to dzięki wsparciu ówczesnego dyrektora National Gallery, Kennetha Clarka. Budynek został otwarty przez królową Marię w 1939 roku. W 1946 roku budynek otrzymał brązowy medal od Royal Institute of British Architects. Jest rozplanowany wokół centralnego audytorium muzycznego, otoczonego korytarzami. Na parterze znajdują się biura, sale wykładowe i biblioteki dla wydziałów muzyki i historii sztuki. Galerie zajmują tę samą przestrzeń na pierwszym piętrze. W 1974 roku na dachu Biblioteki Muzycznej zbudowano Galerię Rezerwową, w której umieszczono niewystawiane dzieła sztuki, a w latach 1986–1989 dodano metalowo-szklany dach wraz z oświetloną od góry galerią obrazów.

## Zbiory
Kolekcja sztuki europejskiej w Barber Institute of Fine Arts obejmuje dzieła od XIII do XX wieku. Szczególnie znaczące są zbiory dzieł Starych Mistrzów i impresjonistów. Na kolekcję składają się obrazy, rysunki, grafiki i rzeźby, a także rzadka kolekcja monet, pieczęci i odważników, głównie z Rzymu, Bizancjum i Bliskiego Wschodu.

### Malarstwo
Zbiory malarstwa, będące własnością Rady Powierniczej i nabyte przeważnie z jej funduszy, obejmują prawie 150 europejskich obrazów olejnych, reprezentujących wszystkie główne szkoły i okresy od XIII do połowy XX wieku. Wśród licznych arcydzieł znajdują się: Wesele w Kanie Murilla, Wóz żniwny Thomasa Gainsborough oraz Dżokeje przed wyścigiem Degasa. Ponadto w zbiorach znajduje się niewielka grupa obrazów należących niegdyś do Barberów, składająca się głównie z serii portretów samej Lady Barber.
Wśród artystów reprezentowanych w zbiorach muzeum są, między innymi: Giovanni Bellini, Sandro Botticelli, Paolo Veronese, Peter Paul Rubens, Antoon van Dyck, Rembrandt, Nicolas Poussin, Thomas Gainsborough, William Turner, Eugène Delacroix, Jean-Auguste-Dominique Ingres, Dante Gabriel Rossetti, James McNeill Whistler, Édouard Manet, Edgar Degas, Claude Monet, Vincent van Gogh, Paul Gauguin, Henri Matisse, Auguste Rodin, Pablo Picasso, Egon Schiele i René Magritte.

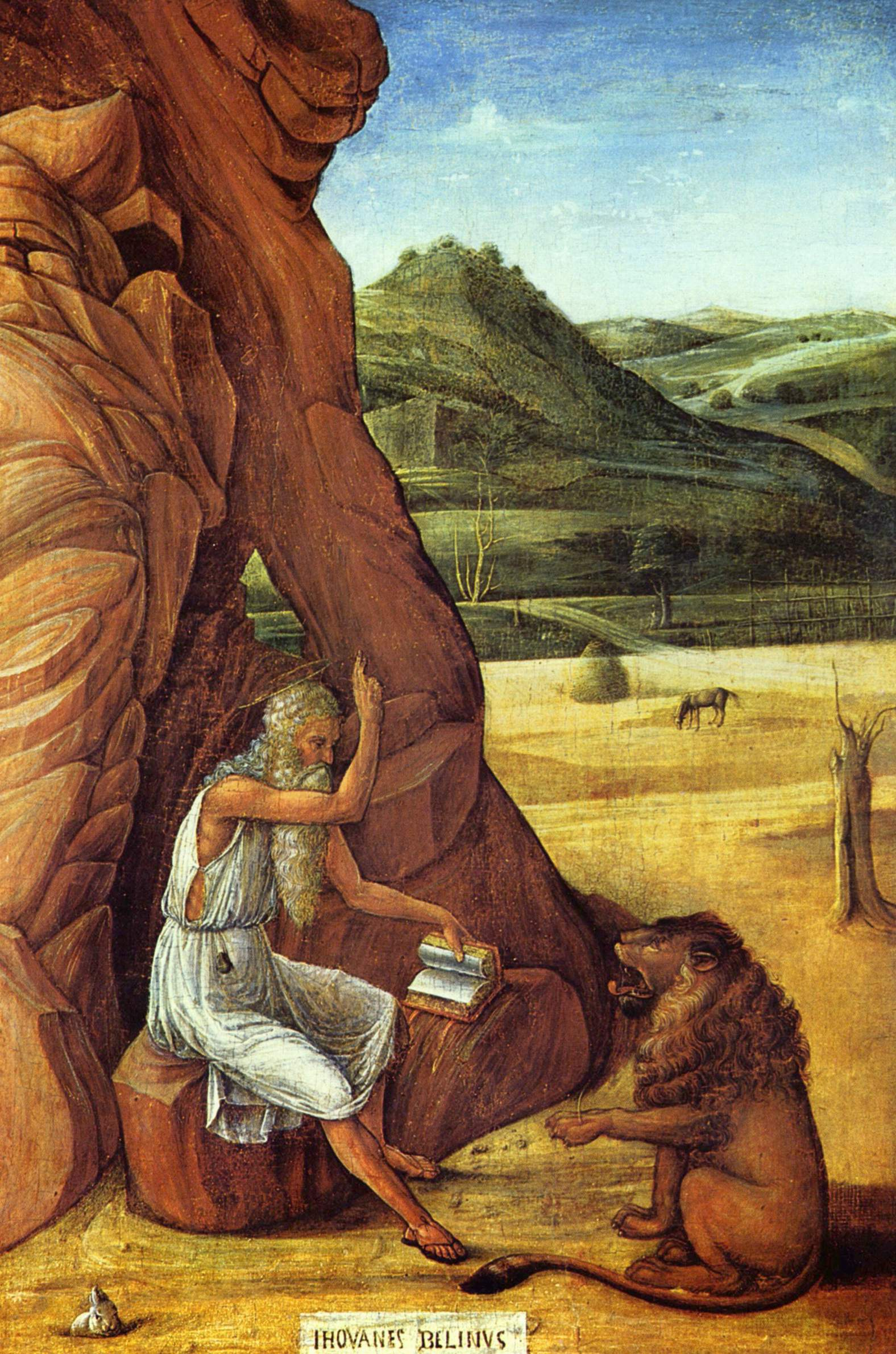
Giovanni Bellini, Święty Hieronim na pustyni, ok. 1450
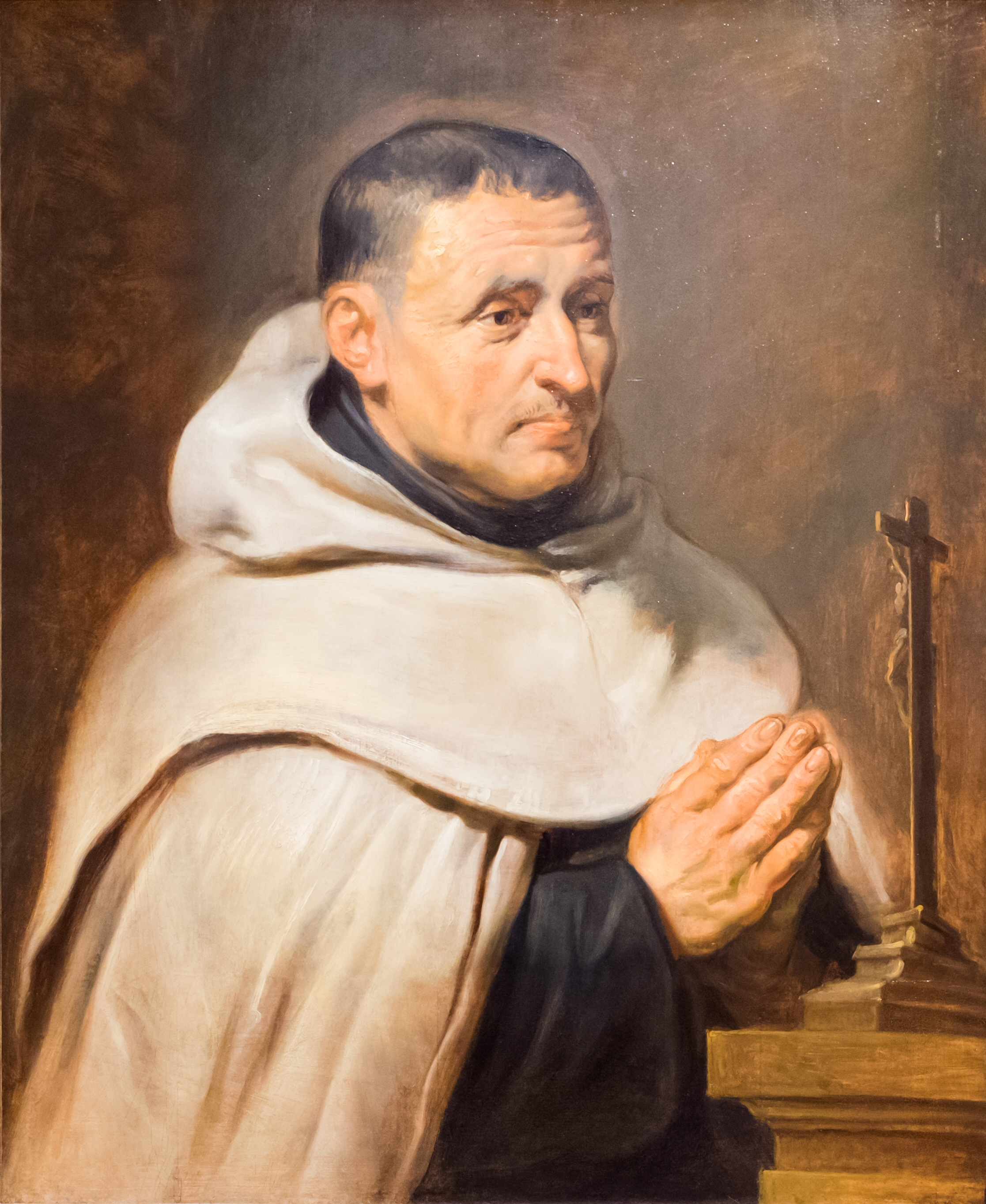
Peter Paul Rubens, Portret przeora karmelitów, ok. 1616
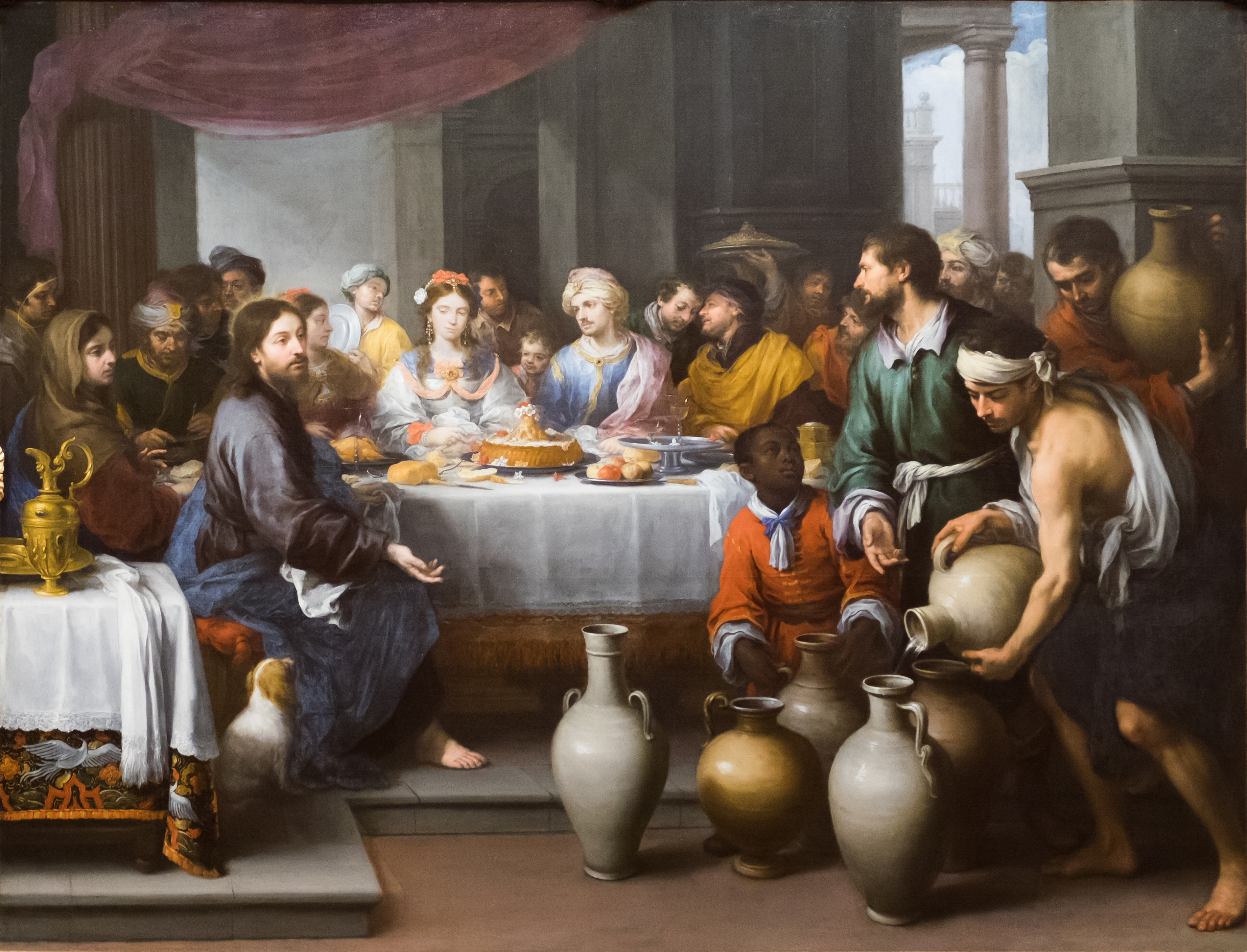
Bartolomé Esteban Murillo, Wesele w Kanie, ok. 1672
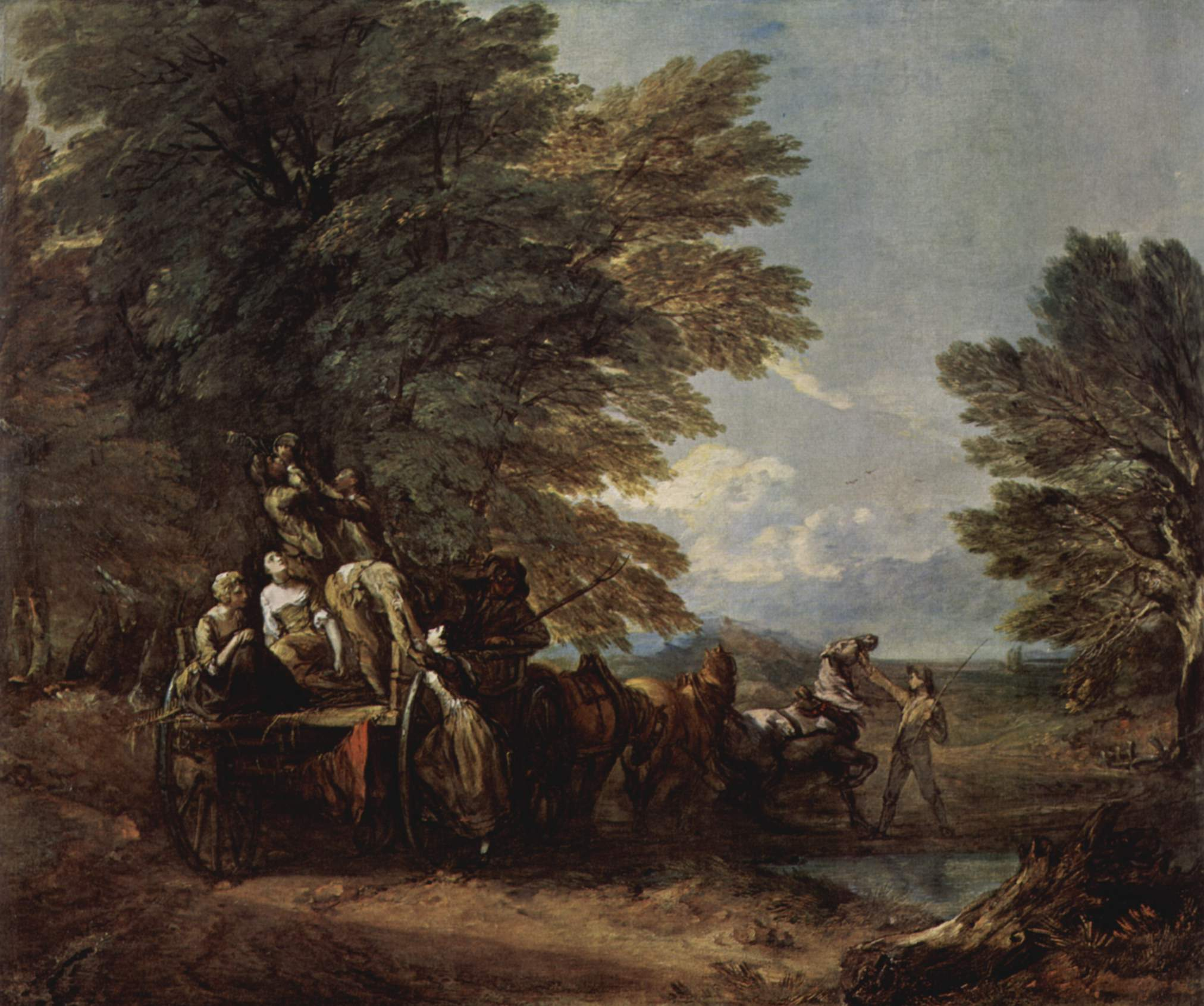
Thomas Gainsborough, Wóz żniwny. Ok. 1767
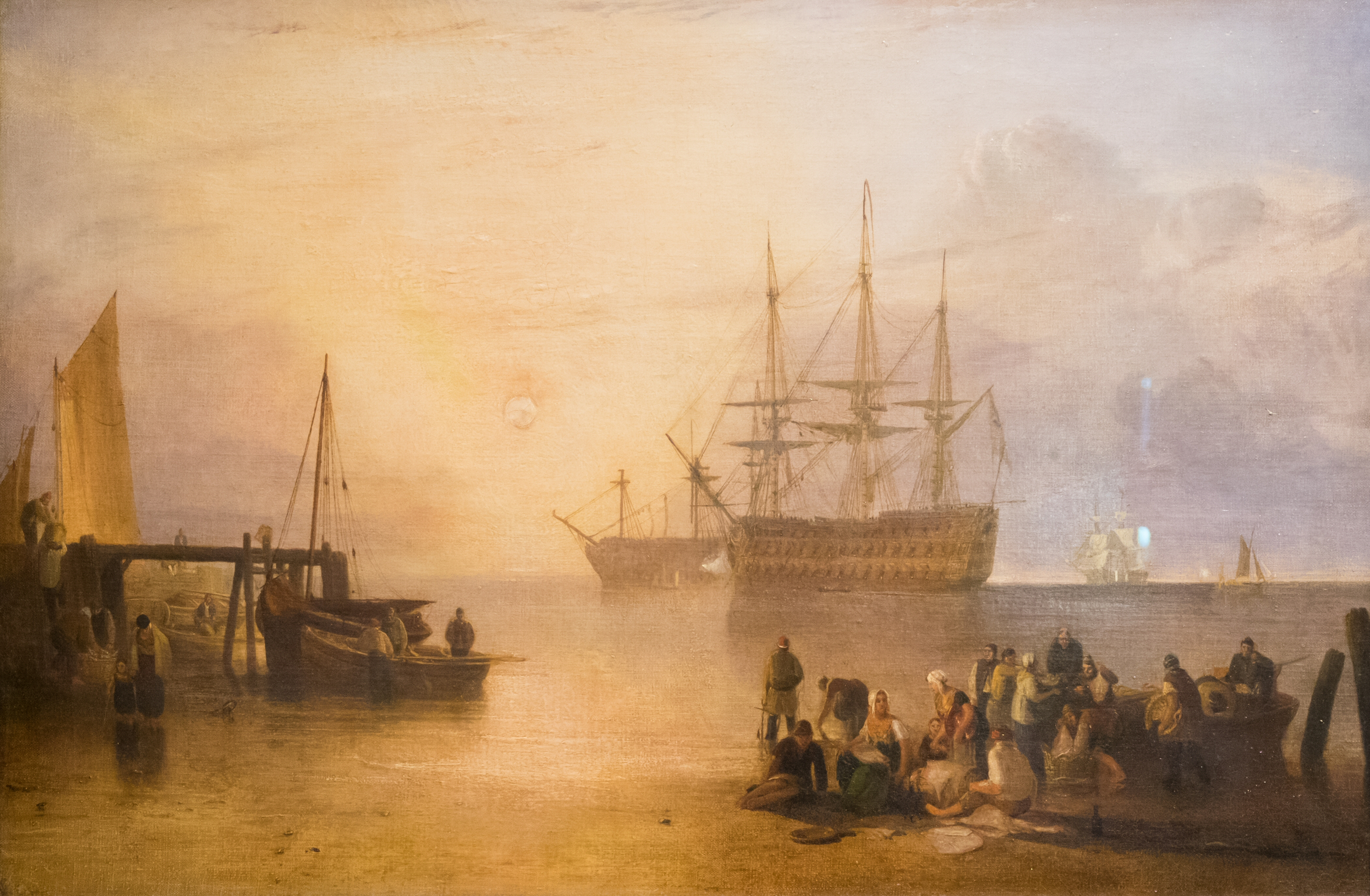
William Turner, Wschód słońca przez mgłę, ok. 1809
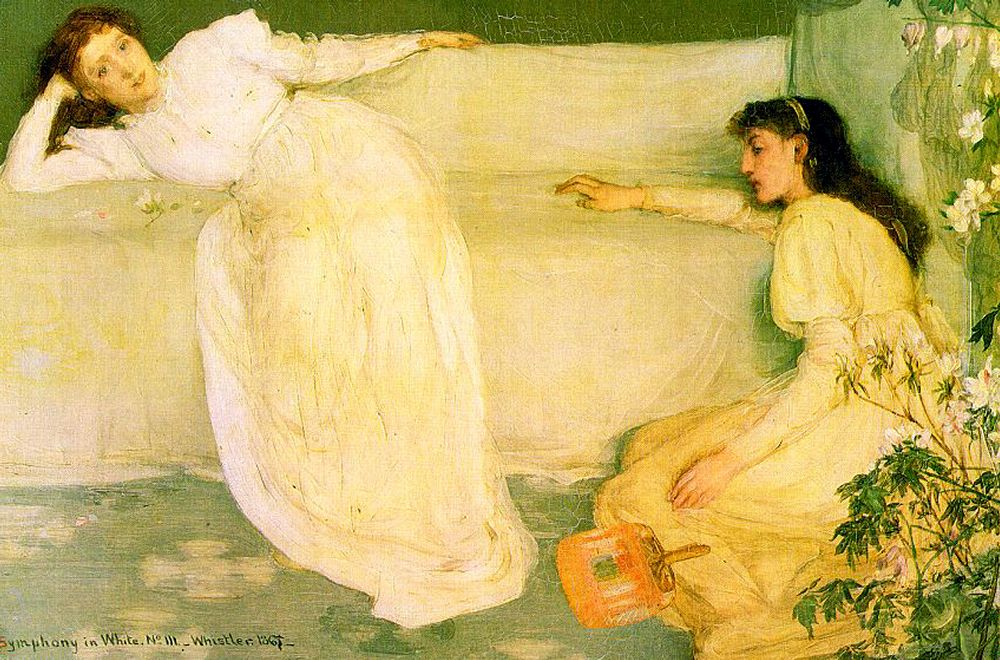
James McNeill Whistler, Symfonia w bieli nr 3, ok. 1865–1867

### Monety
Barber Institute of Fine Arts posiada jedną z najświetniejszych w Europie kolekcji monet bizantyjskich. W 1967 roku Rada Powiernicza uzupełniła zbiory muzeum poprzez zakup ponad 15 tysięcy monet od kolekcjonerów i numizmatyków, Philipa Whittinga i Geoffreya Hainesa. Nowa Galeria Monet (Coin Gallery), sponsorowana wspólnie przez Trustees of the Barber Institute of Fine Arts i Resource/DCMS Designation Challenge Fund, została otwarta w listopadzie 2002 roku.

## Barber Concert Hall

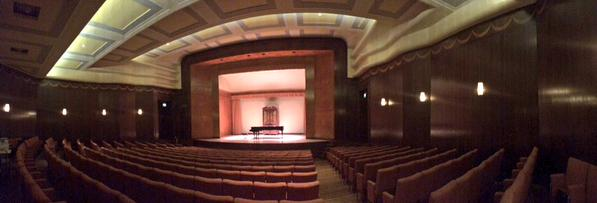
Sala koncertowa

Sala koncertowa w Barber Institute, Barber Concert Hall, utrzymana, podobnie jak galeria, również w stylu art deco, została oddana do użytku w 1939 roku. W I dekadzie XXI wieku salę poddano zabiegom restauracyjnym, mającym na celu przywrócenie jej dawnej świetności. W październiku 2008 roku otwarto ją ponownie dla publiczności.

### Działalność
Od 1945 roku w Barber Concert Hall są organizowane koncerty kameralne i recitale. Cieszące się międzynarodowym prestiżem Barber Evening Concerts są prezentowane obok regularnych darmowych piątkowych koncertów w porze lunchu. Prezentowana jest również Barber Opera oraz szereg koncertów rodzinnych i edukacyjnych. Cykl Celebrity obejmuje siedem wieczorów z muzyką od współczesnej po barokową. 
W Barber Concert Hall występowali tacy wykonawcy jak: Venice Baroque Orchestra czy The Lindsays.